# Теренколь (Теренкольский район)
Теренколь (каз. Тереңкөл, до 2008 г. — Качиры) — село, административный центр Теренкольского района Павлодарской области Казахстана. Административный центр Теренкольского сельского округа. Код КАТО — 554830100.

## История
Село Качиры было основано около 1790 года в урочище Таркала. В 1828 году упоминается как выселок казачьих войск, затем казачий посёлок.
В 1907 году в поселке Качирском был построен деревянный молитвенный дом, освященный в честь Трех Святителей. В советское время здание разрушили, и восстановить приход жители смогли лишь в 1993 году.
В 1934 году село стало районным центром.

## Географическое положение
Пристань на правом берегу Иртыша, в 112 км севернее Павлодара. По восточной части села проходит трасса M38 международного и междугородного значения Павлодар — Омск, также рядом с селом берёт начало дорога А-19.

## Население
В 1999 году население села составляло 8585 человек (4178 мужчин и 4407 женщин). По данным переписи 2009 года, в селе проживало 7355 человек (3475 мужчин и 3880 женщин).
На начало 2019 года население села составило 7474 человека (3577 мужчин и 3897 женщин).

## Известные уроженцы
- Андрей Елгин (1899—1944) — командир отделения автоматчиков, участник Гражданской и Великой Отечественной войны, Герой Советского Союза (1945) посмертно.
- Лариса Катаева (р. 1947) — советский и российский поэт, эссеист, журналист, редактор.